# Charleston Open 2025
Il Charleston Open 2025, conosciuto anche come Credit One Charleston Open per motivi di sponsorizzazione, è un torneo femminile di tennis giocato sulla terra verde. È la 52ª edizione del Charleston Open, che fa parte della categoria WTA 500 nell'ambito del WTA Tour 2025. Il torneo si gioca al Family Circle Tennis Center di Charleston, dal 31 marzo al 6 aprile 2025. È l'unico torneo che si disputa sulla terra verde durante la stagione.

## Partecipanti

### Teste di serie
| Nazionalità | Giocatrice             | Ranking* | Testa di serie |
| ----------- | ---------------------- | -------- | -------------- |
| Stati Uniti | Jessica Pegula         | 4        | 1              |
| Stati Uniti | Madison Keys           | 5        | 2              |
| Cina        | Zheng Qinwen           | 9        | 3              |
| Stati Uniti | Emma Navarro           | 10       | 4              |
| Australia   | Daria Kasatkina        | 12       | 5              |
|             | Diana Šnajder          | 13       | 6              |
| Stati Uniti | Danielle Collins       | 15       | 7              |
| Stati Uniti | Amanda Anisimova       | 17       | 8              |
|             | Ekaterina Aleksandrova | 20       | 9              |
| Kazakistan  | Julija Putinceva       | 24       | 10             |
| Lettonia    | Jeļena Ostapenko       | 25       | 11             |
| Polonia     | Magdalena Fręch        | 27       | 12             |
| Belgio      | Elise Mertens          | 28       | 13             |
|             | Anna Kalinskaja        | 33       | 14             |
| Stati Uniti | Ashlyn Krueger         | 40       | 15             |
| Stati Uniti | Peyton Stearns         | 43       | 16             |
| Svizzera    | Belinda Bencic         | 45       | 17             |

* Ranking al 17 marzo 2025.

### Altre partecipanti
Le seguenti giocatrici hanno ricevuto una wild card per il tabellone principale:
- Lauren Davis
- Maria Mateas
- Marina Stakusic
- Heather Watson

Le seguenti giocatrici sono passate dalle qualificazioni:

- Louisa Chirico
- Jamie Loeb
- Caty McNally
- Katherine Sebov
- Iryna Šymanovič
- Zhang Shuai

La seguente giocatrice è entrata in tabellone come lucky loser:
- Kyōka Okamura

### Ritiri
Prima del torneo
- Paula Badosa → sostituita da  Anna Blinkova
- Lucia Bronzetti → sostituita da  Ėrika Andreeva
- Magdalena Fręch → sostituita da  Kyōka Okamura
- Beatriz Haddad Maia → sostituita da  Jaqueline Cristian
- Magda Linette → sostituita da  Taylor Townsend
- Mayar Sherif → sostituita da  Hailey Baptiste
- Lulu Sun → sostituita da  Bernarda Pera
- Taylor Townsend → sostituita da  Harriet Dart
- Renata Zarazúa → sostituita da  Ajla Tomljanović

## Partecipanti al doppio

### Teste di serie
| Nazione       | Giocatrice        | Nazione       | Giocatrice           | Ranking* | Testa di serie |
| ------------- | ----------------- | ------------- | -------------------- | -------- | -------------- |
| Lettonia      | Jeļena Ostapenko  | Nuova Zelanda | Erin Routliffe       | 8        | 1              |
| Taipei cinese | Chan Hao-ching    |               | Veronika Kudermetova | 25       | 2              |
| Stati Uniti   | Caroline Dolehide | Stati Uniti   | Desirae Krawczyk     | 35       | 3              |
| Stati Uniti   | Sofia Kenin       | Ucraina       | Ljudmyla Kičenok     | 36       | 4              |

* Ranking al 17 marzo 2025.

### Altre partecipanti
La seguente coppia di giocatrici ha ricevuto una wild card per il tabellone principale:
- Maria Mateas /  Alana Smith

## Campionesse

### Singolare
Jessica Pegula ha sconfitto in finale  Sofia Kenin con il punteggio di 6-3, 7-5.

### Doppio
Jeļena Ostapenko /  Erin Routliffe hanno sconfitto in finale  Caroline Dolehide /  Desirae Krawczyk con il punteggio di 6-4, 6-2.